# دييجينهو
دييجينهو (بالبرتغالية: Diego Francisco Rocha‏) (7 يونيو 1992 في البرازيل - ) هو لاعب كرة قدم برازيلي في مركز الهجوم. لعب مع إشتوريل برايا ونادي أفاي لكرة القدم ونادي بيرا مار.

## روابط خارجية
- دييجينهو على موقع قاعدة بيانات كرة القدم.إي يو (الإنجليزية)
- دييجينهو على موقع Soccerway.com (الإنجليزية)